# Etiópia nos Jogos Olímpicos de Verão de 1992
A Etiópia participou dos Jogos Olímpicos de Verão de 1992 em Barcelona, Espanha. Nesta participação, o país conquistou três medalhas, sendo uma de ouro e duas de bronze.

## Medalhistas

### Ouro
- Derartu Tulu — Atletismo, 10.000m feminino

### Bronze
- Fita Bayissa — Atletismo, 5.000m masculino
- Addis Abebe — Atletismo, 10.000m masculino

## Resultados por Evento

### Atletismo
5.000m masculino
- Fita Bayissa
  - Eliminatória — 13:31.24
  - Final — 13:13.03 (→  Medalha de Bronze)
- Worku Bikila
  - Eliminatória — 13:32.93
  - Final — 13:23.52 (→ 6º lugar)
- Addis Abebe
  - Eliminatória — 13:40.76 (→ não avançou)

10.000m masculino
- Addis Abebe
  - Eliminatória — 28:15.76
  - Final — 28:00.07 (→  Medalha de Bronze)
- Fita Bayisa
  - Eliminatória — 28:23.55
  - Final — 28:27.68 (→ 9º lugar)

Maratona masculina
- Tena Megere — 2:17.07 (→ 23º lugar)
- Zerehune Gitaw — 2:28.25 (→ 61º lugar)
- Abebe Mekonnen — não terminou (→ sem classificação)

Marcha atlética 20 km masculino
- Shemisu Hasen — 1:32:39 (→ 25º lugar)

800m feminino
- Zewdie Hailemariam
  - Eliminatória — 2:03.85 (→ não avançou)

10.000m feminino
- Derartu Tulu
  - Eliminatória — 31:55.67
  - Final — 31:06.02 (→  Medalha de Ouro)
- Moreda Tigist
  - Eliminatória — 32:14.42
  - Final — 34:05.56 (→ 18º lugar)
- Luchia Yeshak
  - Eliminatória — 34:12.16 (→ não avançou)

Maratona feminina
- Addis Gezahegu — 2:58.27 (→ 30º lugar)